# Apomyrma stygia

Apomyrma stygia este o specie de furnică găsită în Africade Vest, descrisă pentru prima dată în 1970. Este singura specie din genul monotipic Apomyrma, tribul Apomyrmini, și subfamilia Apomyrminae. S-a sugerat că furnicile trăiesc în principal în pădurile tropicale și se pare că aparțin unei bresle de furnici cu care se hrănesc centipedele.